# Stefan Krämer
Stefan Krämer (Magonza, 23 marzo 1967) è un allenatore di calcio tedesco.